# 카주리야잎코박쥐
카주리야잎코박쥐(Hipposideros durgadasi)는 잎코박쥐과에 속하는 박쥐의 일종이다. 인도의 토착종이다. 자연 서식지는 동굴이다. 서식지 감소로 위협을 받고 있다.

## 특징
작은 박쥐로 몸통 길이가 36.45~41.12mm이고 전완장은 34.45~37.5mm, 꼬리 길이는 21.21~24.5mm이다. 발 길이는 5.1~7mm이고 귀 길이는 12.7~15mm이다. 몸의 털은 갈색빛이지만 배 쪽은 크림색을 띤다. 귀는 비교적 짧고 둥글며 이주가 잘 발달해 있다.

## 생태
인공 동굴 속과 큰 화강암 덩어리 아래에 다른 종들 특히 블라이스관박쥐와 하드윅생쥐꼬리박쥐, 수염무덤박쥐, 테오발트무덤박쥐 등과 함께 무리를 지어 은신한다. 먹이는 곤충 특히 바퀴벌레와 귀뚜라미이다.

## 분포 및 서식지
인도 마디아프라데시주 자발푸르구의 세 군데 지역에서만 알려져 있다. 최근 카르나타카주 콜라르구에서 일부 개체가 포획되어 분포 범위가 남쪽으로 약 1,300km까지 확장되었다.